# Tetratomidae

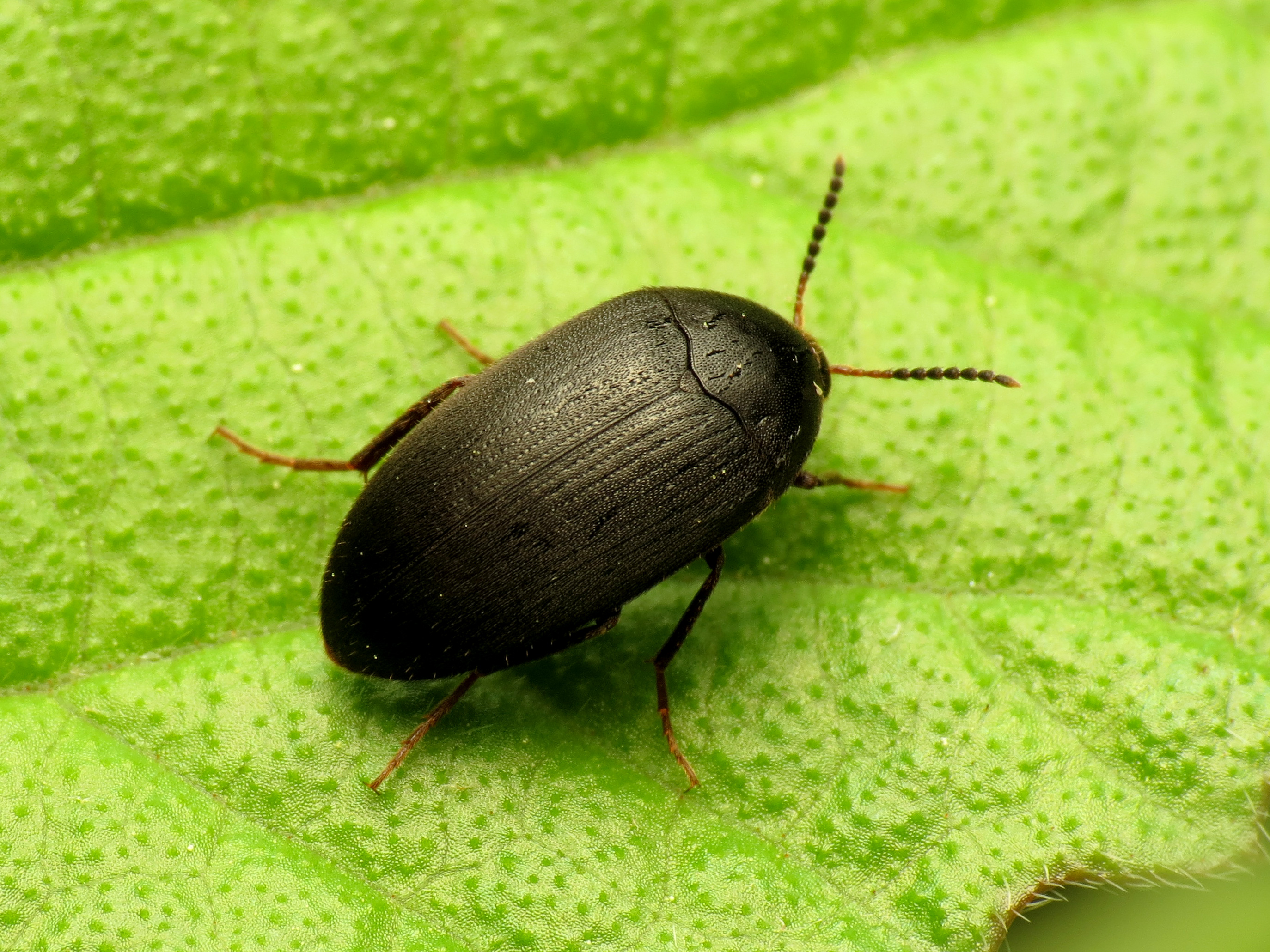
Eustrophopsis bicolor

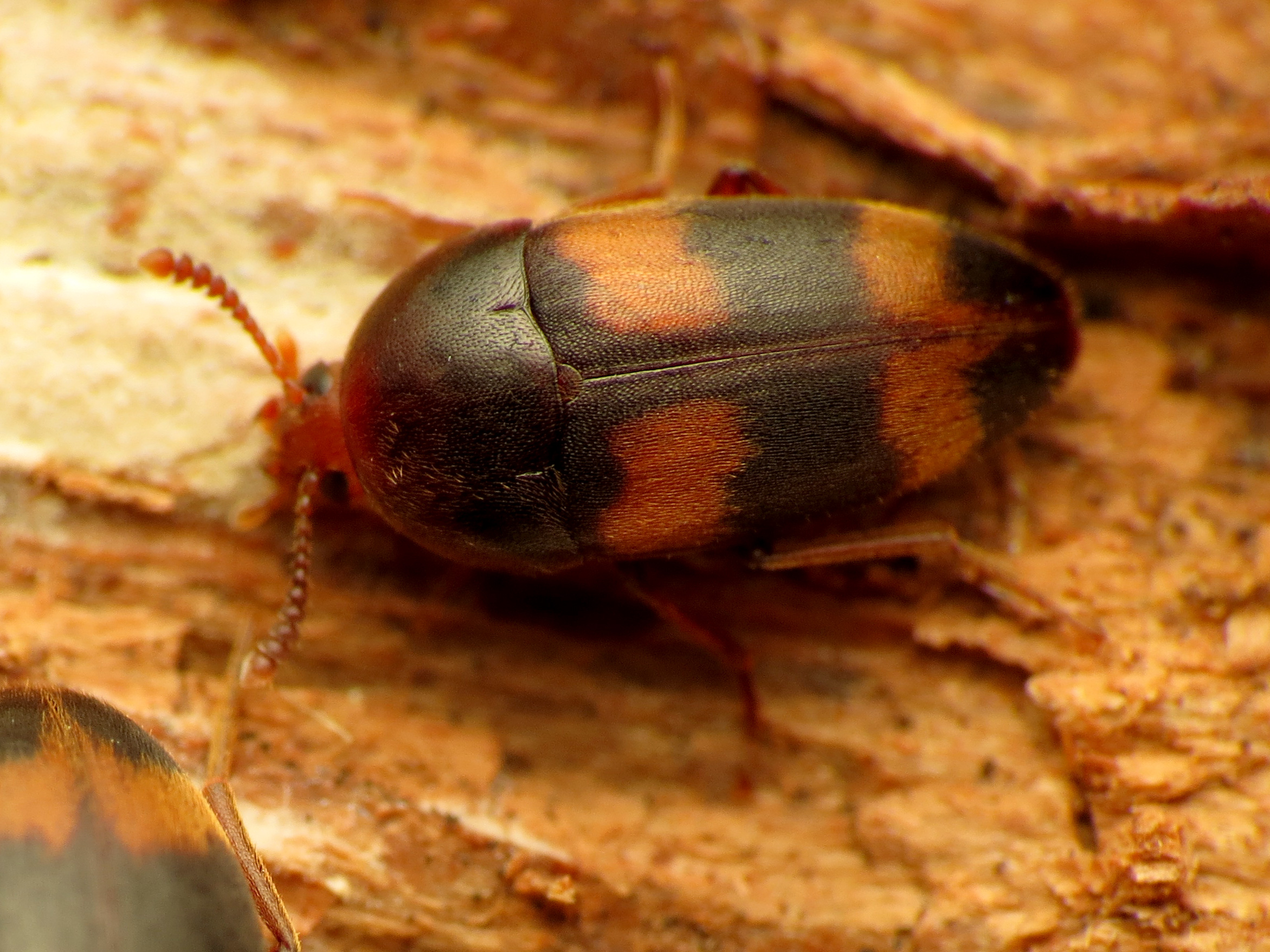
Holostrophus bifasciatus

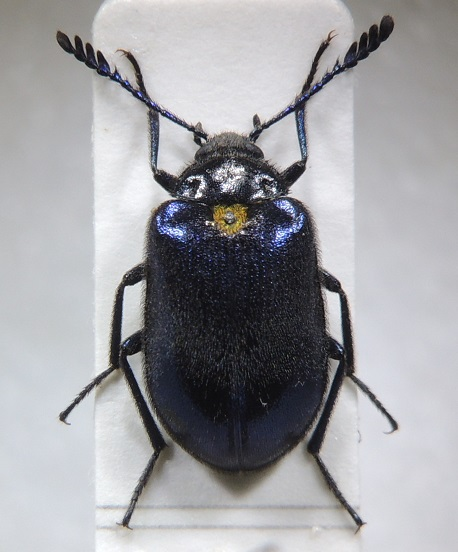
Cyanopenthe taiwana

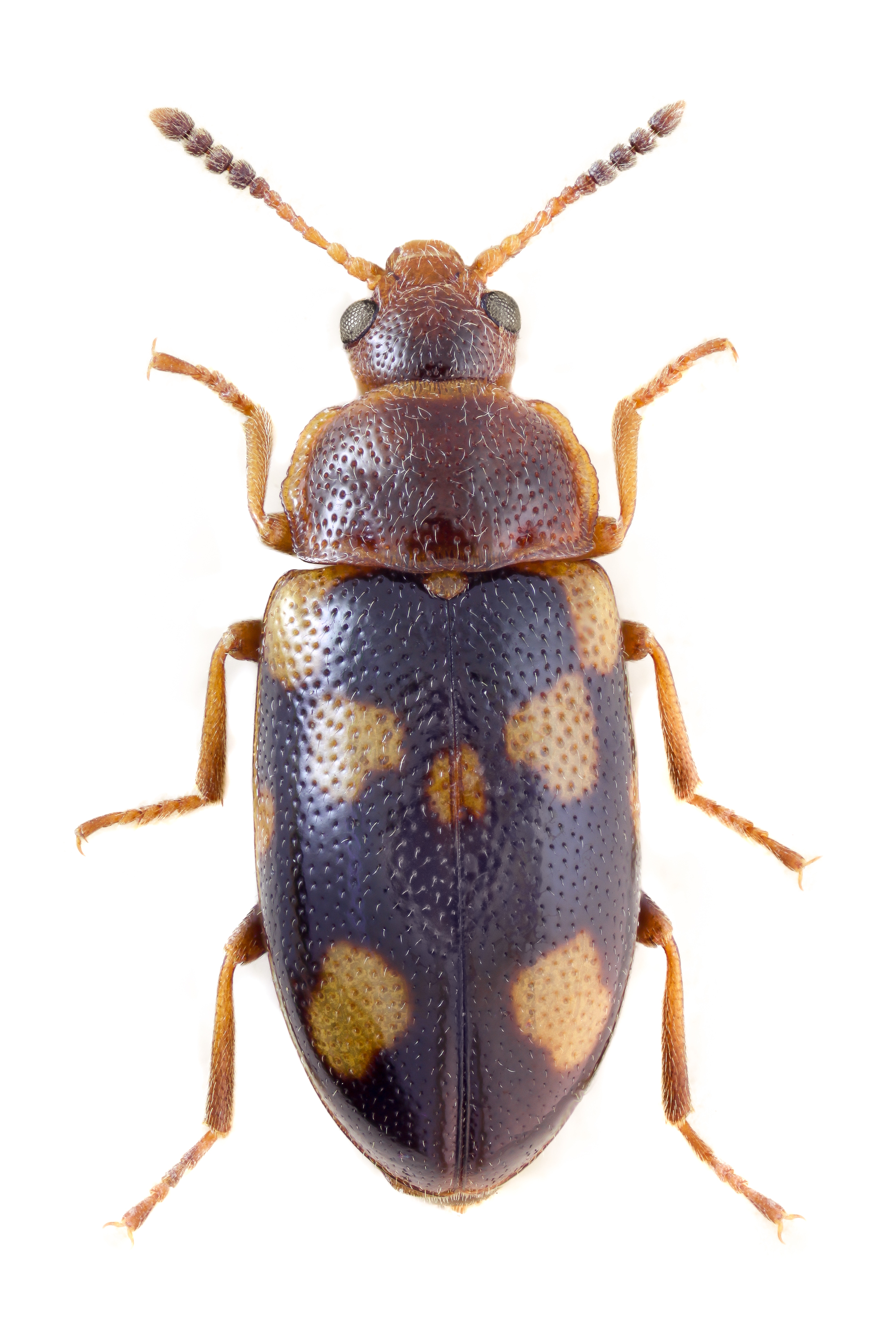
Tetratoma ancora

Die Tetratomidae sind eine kleine Familie von Käfern, die verpilztes Holz oder Baumschwämme bewohnen.

## Merkmale

### Imagines
Die Tetratomidae gehören zur Überfamilie der Tenebrionoidea (früher Heteromera genannt), haben also an den Vorder- und Mitteltarsen je 5, an den Hintertarsen 4 Glieder. Sie erreichen Längen zwischen 2 und 17 mm. Ihr Körper ist in Aufsicht oval bis langgestreckt, stark gewölbt bis etwas abgeflacht, er ist fast kahl oder unauffällig abstehend behaart. Tetratomidae sind braun bis schwarz gefärbt, bei vielen Arten mit orangen oder roten Flecken oder Zeichnungselementen, seltener auch mit deutlichem blauen Metallschimmer.
Der Kopf ist kurz und in Aufsicht etwa dreieckig, meist etwas hängend. Die Fühler sind 11-gliedrig und können sehr verschieden ausgebildet sein. Oft haben sie eine 3- bis 5-gliedrige lockere Keule, sie können aber auch fadenförmig, perlschnurförmig, gesägt oder gekämmt sein. Einige Arten zeigen beim Bau der Fühler einen deutlichen Geschlechtsdimorphismus. Die Fühler sind frei an den Seiten des Kopfes eingelenkt, nur bei wenigen Arten sind die Einlenkungen von seitlichen Vorsprüngen des Kopfes leicht verdeckt. Die Mandibeln sind an der Spitze zweizähnig. Die Maxillen sind weitgehend reduziert, die Maxillartaster mit vier Gliedern, die Labialtaster mit dreien, deren erstes jeweils kurz und unscheinbar ist.
Der Halsschild ist bei allen Arten deutlich quer und viel breiter als der Kopf, er erreicht beinahe die Breite der Flügeldecken. Seine Seiten sind scharf gerandet, oft auch sein Vorderrand und Teile des Basalrandes. Die Seiten sind meist stark gerundet. Die Scheibe des Halsschilds ist punktiert oder gerunzelt, ohne Rippen und Furchen, aber oft mit Eindrücken.
Die Flügeldecken sind stets gut entwickelt, länglich oval bis parallel. In der Regel sind sie verworren punktiert, nur bei einigen Arten bilden die Punkte Reihen. Ein Schildchen ist stets vorhanden. Die Hinterflügel sind in der Regel normal entwickelt. Die Vorderhüfthöhlen sind hinten offen, d. h. hinten nicht von der Vorderbrust umgeben. Sie werden durch einen Prosternalfortsatz getrennt. Die Beine sind normal ausgebildet und von mäßiger Länge. Die Schienen können schräge Reihen von Stacheln tragen. Die Dorne an der Spitze der Schienen sind meist recht kurz, nur selten erreichen sie die halbe Länge des 1. Tarsengliedes. Die Klauen sind einfach und oft an der Basis etwas verdickt.

### Larven
Die Larven erreichen 4 bis 18 Millimeter Länge. Sie sind oft langgestreckt parallelseitig und im Querschnitt rund und in der Regel schwach behaart und weichhäutig (nur schwach sklerotisiert), sie sind weißlich bis hellbraun gefärbt. Der Kopf trägt fünf Larvenaugen (Stemmata) und dreigliedrige Fühler. Die Mandibeln sind immer mehr oder weniger asymmetrisch (Ausnahme Gattung Tetratoma). Die Larven besitzen recht lange, fünfgliedrige Beine. Der Hinterleib besteht aus zehn Segmenten, deren neuntes oben ein Paar meist aufwärts gebogene Fortsätze (Urogomphi) trägt.

## Biologie
Die Larven und die Adulten der Käfer ernähren sich von Baumpilzen. Man findet sie unter Rinde in verpilztem Holz, oder versteckt in Porlingen, insbesondere der Stielporlingsverwandten (Polyporaceae).

## Verbreitung
Die relativ artenarme Familie ist fast weltweit verbreitet, wobei die meisten Arten aus Eurasien kommen. Wenige kommen aus Nordamerika, eine aus Chile. Eine Gattung (Eustrophopsis) ist mit zahlreichen Arten auch in den Tropen Afrikas und Mittelamerikas verbreitet. In Australien ist die Gattung nicht vertreten.

## Taxonomie
Die Tetratomidae wurden lange als Unterfamilie der Melandryidae (Serropalpidae) angesehen. Aufgrund der hinten offenen Vorderhüfthöhlen, welche durch den Prosternalfortsatz getrennt sind, der kurzen
Dornen an den Schienenenden, und Merkmale der Larven wurden sie inzwischen abgetrennt. Die Tribus wurden dabei in den Rang von Unterfamilien erhoben.
- Penthinae
  - Cyanopenthe Nikitsky, 1998
  - Penthe Marseul, 1876
- Piseninae
  - Notopisenus Nikitsky & Lawrence, 1992
  - Pisenus Casey, 1900
  - Triphyllia Reitter, 1898
- Tetratominae
  - Tetratoma Fabricius, 1790
- Hallomeninae
  - Hallomenus Panzer, 1794
  - Mycetoma Dejean, 1834
- Eustrophinae
  - Holostrophini
    - Holostrophus Horn, 1888
    - Pseudoholostrophus Nikitsky, 1983

  - Eustrophini
    - Eustrophopsis Gistel, 1848
    - Eustrophus Illiger, 1807
    - Synstrophus Seidlitz, 1898

Vertreter der Familie wurden fossil mit einem Vertreter der rezenten Gattung Tetratoma im baltischen Bernstein (Eozän), mit je einem Vertreter der Eustrophinae aus französischem Bernstein der Unterkreide und aus oberkreidezeitlichen Bernstein aus Myanmar gefunden.